# Catane
Catane è un comune della Romania di 1 970 abitanti, ubicato nel distretto di Dolj, nella regione storica dell'Oltenia.
Il comune è formato dall'unione di 2 villaggi: Catane e Catanele Noi.